# Chetogena repanda
Chetogena repanda là một loài ruồi trong họ Tachinidae.